# Cymothoe rufa
Cymothoe rufa är en fjärilsart som beskrevs av James John Joicey och Talbot 1921. Cymothoe rufa ingår i släktet Cymothoe och familjen praktfjärilar. Inga underarter finns listade i Catalogue of Life.